# El Delme (Catí)
El Delme és un edifici monumental a Catí a la comarca de l'Alt Maestrat, on antigament es guardava el delme del senyor de la vila, i el punt de trobada dels Consellers de la Vila. També se'l coneix com «La Torre».
És un edifici catalogat com Bé de Rellevància Local, amb la categoria de Monument d'interès local per estar inclòs en l'expedient del Conjunt històric artístic de Catí, que és catalogat al seu torn com a Béns d'Interès Cultural.

## Descripció
Es caracteritza per presentar una considerable altura en proporció amb la resta d'edificis del nucli històric de Catí, possiblement eixa és la raó de l'àlies de «La Torre» com també es coneix a aquest edifici.
L'edifici va ser construït durant el segle xiv seguint l'estil gòtic, amb cantonades reforçades amb carreus i finestrals gòtics. Existeix documentació que acredita el seu ús com a lloc de trobada dels Consellers de la Vila, que no disposaven d'una seu pròpia, des del 1333.
Durant el segle xviii es van construir tres cases que donen al pati, la qual cosa va modificar l'estructura de l'edifici. Més tard, ja al segle xix i també durant el segle xx de nou es va tornar a modificar fonamentalment el seu interior, en canviar-se considerablement el seu ús. És en aquesta època quan s'obre una porta al carrer Major, mentre que la porta principal havia estat sempre al carreró de l'església.
Al costat d'aquest edifici i formant un tot estava el conegut com «forn vell». Atès que Ramón Castellà va comprar els drets de Catí i de Morella, pot deduir-se que com a senyor de la vila era el propietari tant del Delme com del Forn Vell.
Actualment és difícil fer-se una idea la seva utilitat original. A més, l'edifici havia de tenir una zona per habitar com a habitatge habitual, la qual recauria sobre el carrer Major.